# Pluchea sericea
Es una planta siempreverde silvestre mexicana de fresco aroma, usada por los pobladores originarios para hacer chozas. Los primeros colonos mestizos usaron este método primitivo de construcción junto con el adobe de barro secado al sol.
El arbusto de tallo muy ramificado, de color verde grisáceo y café cenizo cenizo, con hojas lanceoladas relativamente pequeñas, de 2 a 3 cm de largo y 6 mm de ancho, las cuales están cubiertas por unos pelos blancos sumamente finos, casi imperceptibles a simple vista, pero que le dan un color verde plateado a la planta. Sus flores se presentan en un arreglo llamado corimbo, existiendo un eje péndulo que sostiene a varias cabezuelas o flores de color violeta o púrpura muy llamativas. Su periodo de floración es de marzo a julio.

## Distribución
Esta planta es endémica, se encuentra en tierras áridas, junto a canales de agua, en ecosistemas que presentan registros bajos de lluvia. Es abundante y donde se encuentra la mayor densidad y por lo tanto común, es en el Valle de Mexicali, así como en la periferia de la ciudad de Mexicali, Baja California, México, que se caracteriza por su ambiente árido, caliente y extremoso; estas plantas también se encuentran un poco al norte del vecino Valle Imperial en el estado de California, Estados Unidos; Con menor densidad se encuentra al sur hasta el Valle de los Cirios en el sur de estado, y al este, en la parte oeste del Desierto de Altar. Se dice que difícilmente se adapta a otro tipo de clima, pero se reporta estos arbustos en el municipio de Ensenada.

## Usos
Los miembros de la etnia Cucapá, utilizaban sus ramas para hacer cestería.  Se dice que ellos también la utilizaban para elaborar enramadas. 
Algunas de las chozas y enramadas de los primeros pobladores del Valle de Mexicali a principios del siglo XX, utilizaron la misma técnica que los Cucapás al construir las paredes y techo, las cuales emplastaban con lodo. 
Se dice que también fue utilizada con los indígenas de la región como jabón -saponificable- para el pelo tanto hombres como mujeres, ya que se dejaban el pelo largo y lo liaban como turbante para aminorar el calor, la cual combinaban con la jarilla y el batamote.
Debido a lo anterior, el nombre común de la planta sirve como gentilicio a los habitantes de la ciudad de Mexicali, ciudad capital del estado mexicano de Baja California, y su Valle. El autor Antonio Valdez Herrera inmortalizó mundialmente el gentilicio en su corrido "Puro Cachanilla" interpretado originalmente por el cantante mexicalense Caín Corpus en los años 60.

## Nombre común
El origen de la palabra cachanilla, ese cree que deriva de la palabra “cachanía” que puede tener su origen de la tribu yaqui cuando miembros de esa etnia tuvieron presencia como trabajadores en la mina el Boleo en Santa Rosalía BCS, por lo que el vocablo significaría: “Que Dios los ayude”, que en su origen esta frase se diría “LIojEnchiAnia”. Esto está emparentado con la frase bastante común en es pueblo “Lioj enchaniabu ketchem al lea”, que significa “Dios te ayuda con alegría”. Muchos de los primeros pobladores en Mexicali fueron parte de la migración natural que por siglos fue de sur a norte en la Península de BC. Otra versión dice que traía a esta gente de Santa Rosalía y que la embarcación se llamaba Santa Cachanilla. Ambas versiones parecen no tener sustento, ya que no se tienen registros de la planta en B.C.S.